# シャクティ (料理)

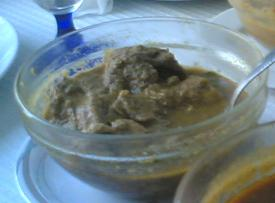
チキン・シャクティ

シャクティ（コンカニ語: शागोती, सागुती、ポルトガル語: Chacuti、英語: Xacuti）は、インドゴア州の料理。ゴア料理の一つとして知られ、スパイスで鶏肉、羊肉、魚などを煮こんだカレーに類似した料理である。
シャクティ用のマサラには、唐辛子（カシミールチリ）とケシの実を使用することが特徴とされるが、必ず含まれるものではない。使用されるスパイス、具材としては、ココナッツ、ターメリック、クミン、クローブ、ショウガ、胡椒、シナモン、アーモンド、ガーリック、コリアンダー、マスタード等が知られている。
調理法としては、具材とマサラを炒め、ブイヨンを加えてとろ火で煮こむ。完成したシャクティは、米やパンを添えて食される。

## 注
1. ↑  ポルトガル語に由来するため、英語の発音もシャクティ（shakuti）となる[1]。
2. ↑  具材によって手順は前後し、ブイヨンではなく水を使用する場合もある[4]。